# Hippolyte et Aricie
Hippolyte et Aricie é uma ópera em cinco atos do compositor francês Jean-Philippe Rameau. Esta sua primeira ópera pende muito mais para a tradição francesa: cinco atos, um divertissement (uma dança ou outro espetáculo) em cada ato e uma trama baseada em personagens da mitologia ou história clássicas. Ainda assim,  o estilo recebeu tantos elogios entusiásticos como repúdio crítico. Muitos julgaram sua vigorosa passagem ornamental "italiana" e enfeitada demais. Essa ópera pode ter sido a primeira obra a ser classificada como "barroca", embora o termo deva ter sido usado como um insulto. Ironicamente, vinte anos depois, os defensores parisienses da ópera italiana acusariam Rameau de não ter sido suficientemente italiano.
O libreto do abade Simon-Joseph Pellerin baseia-se na peça de Racine Phèdre, de 1677, com elementos de tragédias de Eurípides e Sêneca. Conta o amor incestuoso de Fedra por seu enteado Hipólito. Apesar do título, grande parte da ação concentra-se no pai de Hipólito, Teseu, rei de Atenas.

## Sinopse

### Prólogo
Diana, deusa da caça, jura proteger Hipólito e Arícia, filha de uma família real, obrigada por Teseu a permanecer casta. Fedra deseja ardentemente Hipólito.

### Ato I
Arícia está se preparando para se consagrar a Diana quando Hipólito declara seu amor por ela. Com ciúme, Fedra tenta obrigar Arícia a continuar seus juramentos, mas Diana oferece ajuda aos jovens amantes.

### Ato II
Dedicado à descida de Teseu ao Inferno e seu confronto com Plutão. Ao sair, o Destino profetiza que ele encontrará o inferno em sua própria casa.

### Ato III
Hiólito jura lealdade a Fedra, que toma as palavras por declaração de amor e, por sua vez, assume o seu por ele. É repelida. Pega sua espada para se suicidar, mas Teseu, recém-chegado, acha que se trata de um estupro. Ele amaldiçoa o filho.

### Ato IV
Hipólito e Arícia planejam fugir, mas um monstro invocado pelamaldição de Teseu ataca Hipólito, que some engolido pelas chamas. Fedra, cheia de remorso, se mata.

### Ato V
Teseu também tenta o suicído, mas então se revela que Hiólito foi salvo pelos deuses. Ele e Arícia reúnem-se num final feliz.